# 9 (2016)
9 é um álbum de reggae da cantora Jah9, produzido em 2016 por VP Records.
Este álbum é considerado um dos 10 melhores álbuns de Reggae do ano de 2016.

## Faixas
O álbum 9 é formado por nove faixas::
- Humble Mi (5:23);
- Prosper (5:22);
- Hardcore (5:31);
- Unafraid 3:24;
- In The Spirit (9:01);
- In The Midst (5:04);
- Natural Vibe (6:03);
- Baptised (5:04)
- Greatest Threat To The Status Quo (4:50)